# Dordolla
Dordolla (Dordole in friulano) è una frazione di 36 abitanti in Val d'Aupa, appartenente al comune di Moggio Udinese (UD) in Friuli-Venezia Giulia. Il paesino si colloca ad una quota di 612 metri s.l.m. Nelle vicinanze esistono 4 borgatelle comprese tra i 538 ed i 719 metri di altitudine che contano complessivamente 12 abitanti.